# Shintarō Ishihara
Shintarō Ishihara (jap. 石原 慎太郎 Ishihara Shintarō; ur. 30 września 1932 w Kobe, zm. 1 lutego 2022 w Tokio) – japoński polityk i pisarz.

## Życiorys
Urodził się w Kobe, ale wychowywał się w Zushi, w prefekturze Kanagawa. W latach 1952–1956 studiował prawo na Uniwersytecie Hitotsubashi.
W 1955 roku na łamach magazynu „Bungei Shunjū” opublikowana została jego pierwsza powieść pod tytułem Sezon słońca (jap. 太陽の季節 Taiyō no kisetsu), natomiast rok później ukazała się w wersji książkowej. Za swoją powieść Ishihara otrzymał prestiżową Nagrodę im. Akutagawy. Powieść ta opowiada historię młodzieży bez ideałów, która zagubiona była w początkowym okresie dobrobytu. Na jej podstawie w tym samym roku powstała ekranizacja filmowa w reżyserii Takumiego Furukawy, w której zagrał młodszy brat pisarza, Yūjirō, a także 11-odcinkowy serial telewizyjny, emitowany w 2002 roku na antenie TBS. Ponadto Ishihara był autorem takich książek jak Zakazany owoc' (jap. 狂った果実 Kurutta kajitsu) (1956), Mapa morza (jap. 海の地図 Umi no chizu) (1958) oraz Skamieniały las (jap. 化石の森 Kaseki no mori) (1970). 
Rozgłos międzynarodowy przyniosła mu książka pod tytułem "NO" to ieru Nihon (jap. 「NO」と言える日本, ang. The Japan That Can Say No), napisana wspólnie z prezesem firmy Sony, Akio Moritą, która wydana została w 1989 roku. Początkowo książka była przeznaczona do publikacji tylko w Japonii, gdzie stała się bestsellerem. Później ukazała się w języku angielskim, ale bez komentarzy Mority, ponieważ Ishihara uzasadniał to zmianą w równowadze sił i Japonia powinna odzwyczaić się od uzależnienia od Stanów Zjednoczonych. Jednocześnie wyraził przekonanie, że rasowe uprzedzenia Ameryki, które doprowadziły do zrzucenia bomby atomowej na Japonię, a nie na Niemcy, nadal szerzą się i są stałą przyczyną tarć między tymi dwoma krajami.
Swoją popularność literacką wykorzystał do podjęcia działalności politycznej. W 1968 roku z ramienia Partii Liberalno-Demokratycznej został wybrany do Izby Radców, a następnie cztery lata później – do Izby Reprezentantów.
W 1995 roku Ishihara zrezygnował z członkostwa w partii, aby zaprotestować przeciwko ustalonemu systemowi politycznemu. Cztery lata później został wybrany na gubernatora Tokio, którego urząd sprawował do 2012 roku.
W 2015 roku został oznaczony Wielką Wstęgą Orderu Wschodzącego Słońca.
Zmarł 1 lutego 2022 w Tokio na raka trzustki, w wieku 89 lat.